# Премия Национального совета кинокритиков США лучшему режиссёру
Премия Национального совета кинокритиков США лучшему режиссёру (англ. National Board of Review Award for Best Director) — престижная премия некоммерческой старейшей киноорганизации Америки — Национального совета кинокритиков, вручающаяся с 1945 года за лучшую режиссёрскую работу полнометражного художественного фильма.
Рекордсменом по количеству побед является британец Дэвид Лин, четырежды удостаивавшийся этого титула (1952, 1957, 1962, 1984).

## Победители
- † — премия «Оскар» за лучшую режиссёрскую работу
- ‡ — номинация на «Оскар» за лучшую режиссёрскую работу

Информация предоставлена официальным сайтом Национального совета кинокритиков США.

### 1940-е
| Церемония   | Фото лауреата | Режиссёр           | Фильм                                  |
| ----------- | ------------- | ------------------ | -------------------------------------- |
| 17-я (1945) |               | Жан Ренуар ‡       | «Южанин»                               |
| 18-я (1946) |               | Уильям Уайлер †    | «Лучшие годы нашей жизни»              |
| 19-я (1947) |               | Элиа Казан †       | «Джентльменское соглашение» «Бумеранг» |
| 20-я (1948) |               | Роберто Росселлини | «Пайза»                                |
| 21-я (1949) |               | Витторио Де Сика   | «Похитители велосипедов»               |

### 1950-е
| Церемония   | Фото лауреата | Режиссёр          | Фильм                  |
| ----------- | ------------- | ----------------- | ---------------------- |
| 22-я (1950) |               | Джон Хьюстон ‡    | «Асфальтовые джунгли»  |
| 23-я (1951) |               | Акира Куросава    | «Расёмон»              |
| 24-я (1952) |               | Дэвид Лин         | «Звуковой барьер»      |
| 25-я (1953) |               | Джордж Стивенс ‡  | «Шейн»                 |
| 26-я (1954) |               | Ренато Кастеллани | «Ромео и Джульетта»    |
| 27-я (1955) |               | Уильям Уайлер     | «Часы отчаяния»        |
| 28-я (1956) |               | Джон Хьюстон      | «Моби Дик»             |
| 29-я (1957) |               | Дэвид Лин †       | «Мост через реку Квай» |
| 30-я (1958) |               | Джон Форд         | «Последний салют»      |
| 31-я (1959) |               | Фред Циннеман ‡   | «История монахини»     |

### 1960-е
| Церемония   | Фото лауреата | Режиссёр             | Фильм                        |
| ----------- | ------------- | -------------------- | ---------------------------- |
| 32-я (1960) |               | Джек Кардифф ‡       | «Сыновья и любовники»        |
| 33-я (1961) |               | Джек Клейтон         | «Невинные»                   |
| 34-я (1962) |               | Дэвид Лин †          | «Лоуренс Аравийский»         |
| 35-я (1963) |               | Тони Ричардсон †     | «Том Джонс»                  |
| 36-я (1964) |               | Десмонд Дэвис        | «Девушка с зелёными глазами» |
| 37-я (1965) |               | Джон Шлезингер ‡     | «Дорогая»                    |
| 38-я (1966) |               | Фред Циннеман †      | «Человек на все времена»     |
| 39-я (1967) |               | Ричард Брукс ‡       | «Хладнокровное убийство»     |
| 40-я (1968) |               | Франко Дзеффирелли ‡ | «Ромео и Джульетта»          |
| 41-я (1969) |               | Альфред Хичкок       | «Топаз»                      |

### 1970-е
| Церемония   | Фото лауреата | Режиссёр                        | Фильм                         | Фильм                         |
| ----------- | ------------- | ------------------------------- | ----------------------------- | ----------------------------- |
| 42-я (1970) |               | Франсуа Трюффо                  | «Дикий ребёнок»               | «Дикий ребёнок»               |
| 43-я (1971) |               | Кен Расселл                     | «Приятель», «Дьяволы»         | «Приятель», «Дьяволы»         |
| 44-я (1972) |               | Боб Фосс †                      | «Кабаре»                      | «Кабаре»                      |
| 45-я (1973) |               | Ингмар Бергман ‡                | «Шёпоты и крики»              | «Шёпоты и крики»              |
| 46-я (1974) |               | Фрэнсис Форд Коппола            | «Разговор»                    | «Разговор»                    |
| 47-я (1975) | Роберт Олтмен | Роберт Олтмен ‡ Стэнли Кубрик ‡ | «Нэшвилл» «Барри Линдон»      |                               |
| 48-я (1976) |               | Алан Пакула ‡                   | «Вся президентская рать»      | «Вся президентская рать»      |
| 49-я (1977) |               | Луис Бунюэль                    | «Этот смутный объект желания» | «Этот смутный объект желания» |
| 50-я (1978) |               | Ингмар Бергман                  | «Осенняя соната»              | «Осенняя соната»              |
| 51-я (1979) |               | Джон Шлезингер                  | «Янки»                        | «Янки»                        |

### 1980-е
| Церемония   | Фото лауреата | Режиссёр         | Фильм               |
| ----------- | ------------- | ---------------- | ------------------- |
| 52-я (1980) |               | Роберт Редфорд † | «Обыкновенные люди» |
| 53-я (1981) |               | Уоррен Битти †   | «Красные»           |
| 54-я (1982) |               | Сидни Люмет ‡    | «Вердикт»           |
| 55-я (1983) |               | Джеймс Брукс †   | «Язык нежности»     |
| 56-я (1984) |               | Дэвид Лин ‡      | «Поездка в Индию»   |
| 57-я (1985) |               | Акира Куросава ‡ | «Ран»               |
| 58-я (1986) |               | Вуди Аллен ‡     | «Ханна и её сёстры» |
| 59-я (1987) |               | Стивен Спилберг  | «Империя солнца»    |
| 60-я (1988) |               | Алан Паркер ‡    | «Миссисипи в огне»  |
| 61-я (1989) |               | Кеннет Брана ‡   | «Генрих V»          |

### 1990-е
| Церемония   | Фото лауреата | Режиссёр                 | Фильм                      |
| ----------- | ------------- | ------------------------ | -------------------------- |
| 62-я (1990) |               | Кевин Костнер †          | «Танцующий с волками»      |
| 63-я (1991) |               | Джонатан Демми †         | «Молчание ягнят»           |
| 64-я (1992) |               | Джеймс Айвори ‡          | «Говардс-Энд»              |
| 65-я (1993) |               | Мартин Скорсезе          | «Эпоха невинности»         |
| 66-я (1994) |               | Квентин Тарантино ‡      | «Криминальное чтиво»       |
| 67-я (1995) |               | Энг Ли                   | «Разум и чувства»          |
| 68-я (1996) |               | Джоэл Коэн ‡ Итан Коэн ‡ | «Фарго»                    |
| 69-я (1997) |               | Кёртис Хэнсон ‡          | «Секреты Лос-Анджелеса»    |
| 70-я (1998) |               | Шекхар Капур             | «Елизавета»                |
| 71-я (1999) |               | Энтони Мингелла          | «Талантливый мистер Рипли» |

### 2000-е
| Церемония   | Фото лауреата | Режиссёр           | Фильм                                       |
| ----------- | ------------- | ------------------ | ------------------------------------------- |
| 72-я (2000) |               | Стивен Содерберг † | «Эрин Брокович» «Траффик»                   |
| 73-я (2001) |               | Тодд Филд          | «В спальне»                                 |
| 74-я (2002) |               | Филлип Нойс        | «Тихий американец» «Клетка для кроликов»    |
| 75-я (2003) |               | Эдвард Цвик        | «Последний самурай»                         |
| 76-я (2004) |               | Майкл Манн         | «Соучастник»                                |
| 77-я (2005) |               | Энг Ли †           | «Горбатая гора»                             |
| 78-я (2006) |               | Мартин Скорсезе †  | «Отступники»                                |
| 79-я (2007) |               | Тим Бёртон         | «Суини Тодд, демон-парикмахер с Флит-стрит» |
| 80-я (2008) |               | Дэвид Финчер ‡     | «Загадочная история Бенджамина Баттона»     |
| 81-я (2009) |               | Клинт Иствуд       | «Непокорённый»                              |

### 2010-е
| Церемония   | Фото лауреата | Режиссёр            | Фильм                  |
| ----------- | ------------- | ------------------- | ---------------------- |
| 82-я (2010) |               | Дэвид Финчер ‡      | «Социальная сеть»      |
| 83-я (2011) |               | Мартин Скорсезе ‡   | «Хранитель времени»    |
| 84-я (2012) |               | Кэтрин Бигелоу      | «Цель номер один»      |
| 85-я (2013) |               | Спайк Джонз         | «Она»                  |
| 86-я (2014) |               | Клинт Иствуд        | «Снайпер»              |
| 87-я (2015) |               | Ридли Скотт         | «Марсианин»            |
| 88-я (2016) |               | Барри Дженкинс ‡    | «Лунный свет»          |
| 89-я (2017) |               | Грета Гервиг ‡      | «Леди Бёрд»            |
| 90-я (2018) |               | Брэдли Купер        | «Звезда родилась»      |
| 91-я (2019) |               | Квентин Тарантино ‡ | «Однажды в… Голливуде» |

### 2020-е
| Церемония   | Фото лауреата | Режиссёр           | Фильм                |
| ----------- | ------------- | ------------------ | -------------------- |
| 92-я (2020) |               | Спайк Ли           | «Пятеро одной крови» |
| 93-я (2021) |               | Пол Томас Андерсон | «Лакричная пицца»    |
| 94-я (2022) |               | Стивен Спилберг    | «Фабельманы»         |